# Pupilla pupula
Pupilla pupula é uma espécie de gastrópode  da família Pupillidae.
É endémica de Reunião.